# Kíváncsi Gyurka – A bajkeverő majom
A Kíváncsi Gyurka – A bajkeverő majom (Curious George) H. A. Rey első könyve. Eredetileg 1941-ben jelent meg New Yorkban, magyarul 2009-ben adta ki a Kalligráf Könyvkiadó. A könyvnek idővel számos folytatása jelent meg, melyek alapjául szolgáltak a Bajkeverő majom című sorozatnak és filmeknek.

## Cselekmény
Egy Gyurka nevű kis majom az őserdőben játszadozva észrevesz egy sárga kalapos férfit, aki hazaviszi magával a Városba (amely valahol az Egyesült Államokban található). Gyurka az út során, majd a nagyvárosban vidám kalandok sorába keveredik, végül új barátja segítségével eljut az állatkertbe, ahol új otthonra talál (legalábbis a második könyvig).